# Затаившийся враг
«Затаившийся враг» (англ. The Terror Within) — восьмой эпизод третьего сезона американского мультсериала «Легенда о Корре».

## Сюжет
На тренировке магии металла у Корры хорошо получается, а у Болина нет. Вечером устраивается прощальный ужин с Опал, и затем она улетает в Северный храм воздуха. Команда Аватара собирается покинуть город утром, но ночью в Заофу проникает банда Захира. Они парализуют Корру дротиками и похищают её. Когда их замечают, Газан применяет магию лавы, чтобы находиться от врагов на расстоянии и отбиваться. Лин и Суинь решают атаковать сверху, и им удаётся спасти Корру, когда Болин оглушает возлюбленную Захира, испускающую взрывы из третьего глаза. Затем банда сбегает. Корру приводят в себя, и Айвей подозревает, что преступникам кто-то помогал изнутри.
На следующий день он допрашивает стражников, и, когда молодой солдат Хонг Ли говорит, что не связан с бандитами, Айвей заявляет, что парень врёт. Его арестовывают, и команда обыскивает его дом, находя там улики, указывающие на его предательство. Однако Мако не верит в его причастность, ибо стражнику, родившемуся и жившему здесь всю жизнь, всего 18 лет, а банда Захира находилась 13 лет в тюрьме. Варик полагает, что его подставили, и Мако считает, что это мог сделать только Айвей, чью ложь нельзя распознать. Они пробираются в его дом и находят потайную дверь, ведущую в тоннель.
Айвей возвращается домой и беседует с командой Аватара. Поняв, что они раскусили его, он закрывается металлической стеной и сбегает. Когда Корра и Болин убирают препятствие, все бегут за предателем, но он оставляет бочку с детонатором, который активируется. Команда выживает благодаря Корре, и приходит Су. Ей сообщают об измене Айвея, и Лин приказывает страже прочесать всю окрестность. Ночью команде говорят, что нашли следы шин от его автомобиля, и Корра хочет, чтобы Нага нашла злодея. Однако Лин говорит ей поехать домой, и Су поддерживает сестру. Тем не менее, позже она приходит к команде и поддерживает их идею, с которой не стала соглашаться при Лин, и даёт им ключи от вездехода, чтобы они нашли и привезли предателя сюда.

## Отзывы

Динамика оценок IGN к эпизодам 3 сезона мультсериала

Макс Николсон из IGN поставил эпизоду оценку 8,8 из 10 и написал, что серия «включала в себя интригующую „детективную“ тайну, связанную с предателем Заофу, с Мако в роли сыщика». Майкл Маммано из Den of Geek вручил эпизоду 4 звезды из 5 и посчитал, что «серия была невероятно сильной», ведь в ней «было хорошее развитие предыдущих сюжетных линий, потрясающая битва, которая заняла значительную часть эпизода, и детективная работа Мако, которая не была скучным отклонением от основного сюжета и на самом деле заставила» критика «полюбить» персонажа «больше».
Главный редактор The Filtered Lens, Мэтт Доэрти, поставил серии оценку «B+» и написал, что «это был захватывающий эпизод, но направление Книги Третьей всё ещё остаётся загадкой». Мордикай Кнод из Tor.com посчитал, что это была «одна из самых напряжённых серий на сегодняшний день, возвращающая чувство реальной угрозы, как которое внушал Амон». Мэтт Пэтчес из ScreenCrush подчеркнул последние слова Айвея о том, что «Аватар понятия не имеет, что её ожидает».
Эпизод собрал 1,08 миллиона зрителей у телеэкранов США.